# Legio VI Ferrata
Legio sexta Ferrata ou Legio VI Ferrata ("Sexta legião Encouraçada") foi uma legião do exército imperial romano. Provavelmente é derivada da sexta legião republicana de Pompeu na Hispânia. Era gêmea da VI Victrix. Em 30 a.C., depois do final da guerra civil de Antônio, foi incorporada ao exército de Augusto e continuou a existir até o século IV. Uma "Legio VI" lutou nas guerras civis romanas das décadas de 40 e 30 a.C., provavelmente esta unidade. Foi enviada por Augusto para guarnecer a província da Judeia e lá permaneceu pelos séculos seguintes.
Era conhecida também como Legio VI Fidelis Constans ("leal e firme"), mas é incerto quando o título foi recebido. O emblema da legião era o touro.

## História

### César
Se esta legião for a mesma "Legio VI" que lutou nas guerras civis romanas antes de 30 a.C., Júlio César a levou, depois da Batalha de Farsalos (48 a.C.), para Alexandria, no Egito, para resolver sua disputa com Cleópatra. A cidade foi cercada e a sexta sofreu muitas baixas, perdendo aproximadamente dois-terços de suas forças. César finalmente triunfou quando Mitrídates II do Bósforo, um rei cliente de Roma, chegou para ajudá-lo.
Logo depois, César levou esta "Legio VI Vetera" ("Sexta legião Veterana") consigo para a Síria e para o Ponto, onde ficou entre 48 e 47 a.C., quando venceu a Batalha de Zela. Depois desta vitória, César, contente com os resultados, enviou-a de volta para a Itália para receber "suas recompensas e honrarias". Durante a Campanha africana de César contra Cipião, em 46 a.C., a sexta desertou em massa para o lado de César.

### Marco Antônio

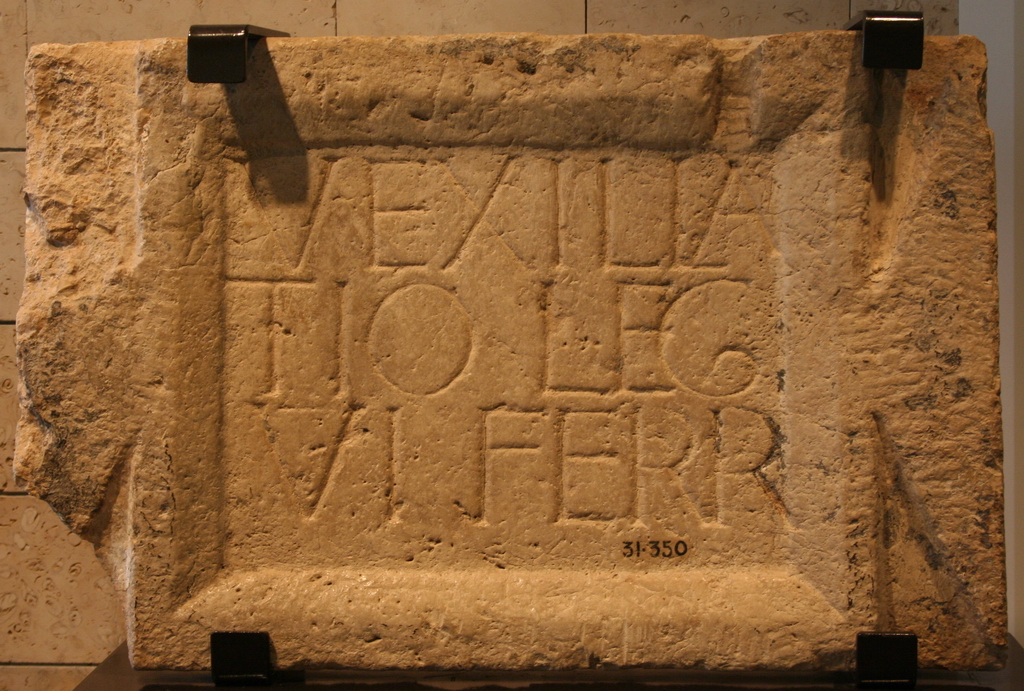
Inscrição da Legio VI Ferrata encontrada em Israel.

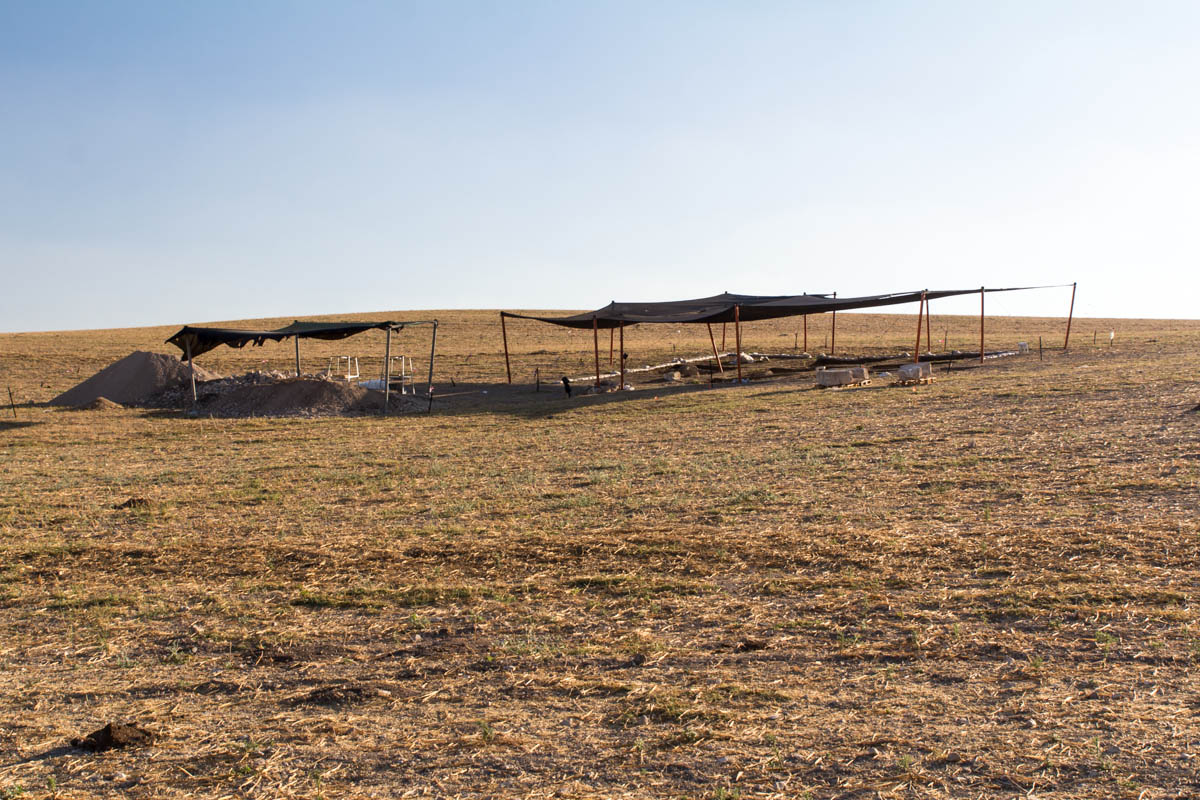
Sítio do antigo acampamento da Legio VI Ferrata perto de Megido, em Israel.

Esta primeira Legio VI foi debandada em 45 a.C., depois da Batalha de Munda, e seus legionários criaram a colônia romana de Arelate (moderna Arles, na França), mas foi recriada no ano seguinte pelo triúnviro Lépido e entregue ao também triúnviro Marco Antônio no ano seguinte. Depois da derrota dos generais republicanos Longino e Bruto sucessivas vezes na Batalha de Filipos (42 a.C.) e a subsequente divisão do controle entre Marco Antônio e o sobrinho adotivo e herdeiro de César, Otaviano, uma nova colônia foi formada para legionários veteranos em Benevento no ano seguinte. O resto da VI Ferrata seguiu com Antônio para o oriente e passou a guarnecer a Judeia.

### Duas legiões sob Marco Antônio e Otaviano
Outra Legio VI evidentemente participou das ações militares em Perúgia (41 a.C.), o que é um problema para a cronologia da VI Ferrata, que estaria com Marco Antônio no oriente:
| “ | Otaviano não hesitou em duplicar os numerais das legiões em uso por Antônio. Este tinha sob seu comando a Legio V Alaudae, a Legio VI Ferrata e a Legio X Equestris. Não demorou para que o exército de Otaviano ostentasse uma Legio V (a futura V Macedonica), Legio VI (futura VI Victrix) e Legio X (X Fretensis). Destas, a Legio V, Legio X e, com menos certeza, a Legio VI, lutavam sob o emblema do touro, que geralmente indicava a fundação por Júlio César; mas as verdadeiras legiões cesarianas com estes numerais (Alaudae, Ferrata e Equestris) estavam com Antônio. | ” |

É possível, porém, que Otaviano tenha se valido dos veteranos da sexta legião cesariana, que na época estavam em Benevento, para formar o coração de sua própria sexta legião, utilizada em Perúgia.
Posteriormente, a VI Ferrata participou da Campanha parta de Marco Antônio (36 a.C.).
Durante a última guerra civil da República Romana, a VI Ferrata e a VI Victrix se viram em lados opostos durante a Batalha de Ácio (31 a.C.). A VI Ferrata foi duramente atingida pelas forças de Otaviano e, depois da batalha, outra colônia de veteranos parece ter sido criada em Bílis, em Ilírico, provavelmente um conjunto de soldados da sexta e de outras legiões. A VI Ferrata voltou para Judeia onde permaneceria até o século IV. A VI Victrix foi enviada para a Hispânia.

### Judeia e Palestina

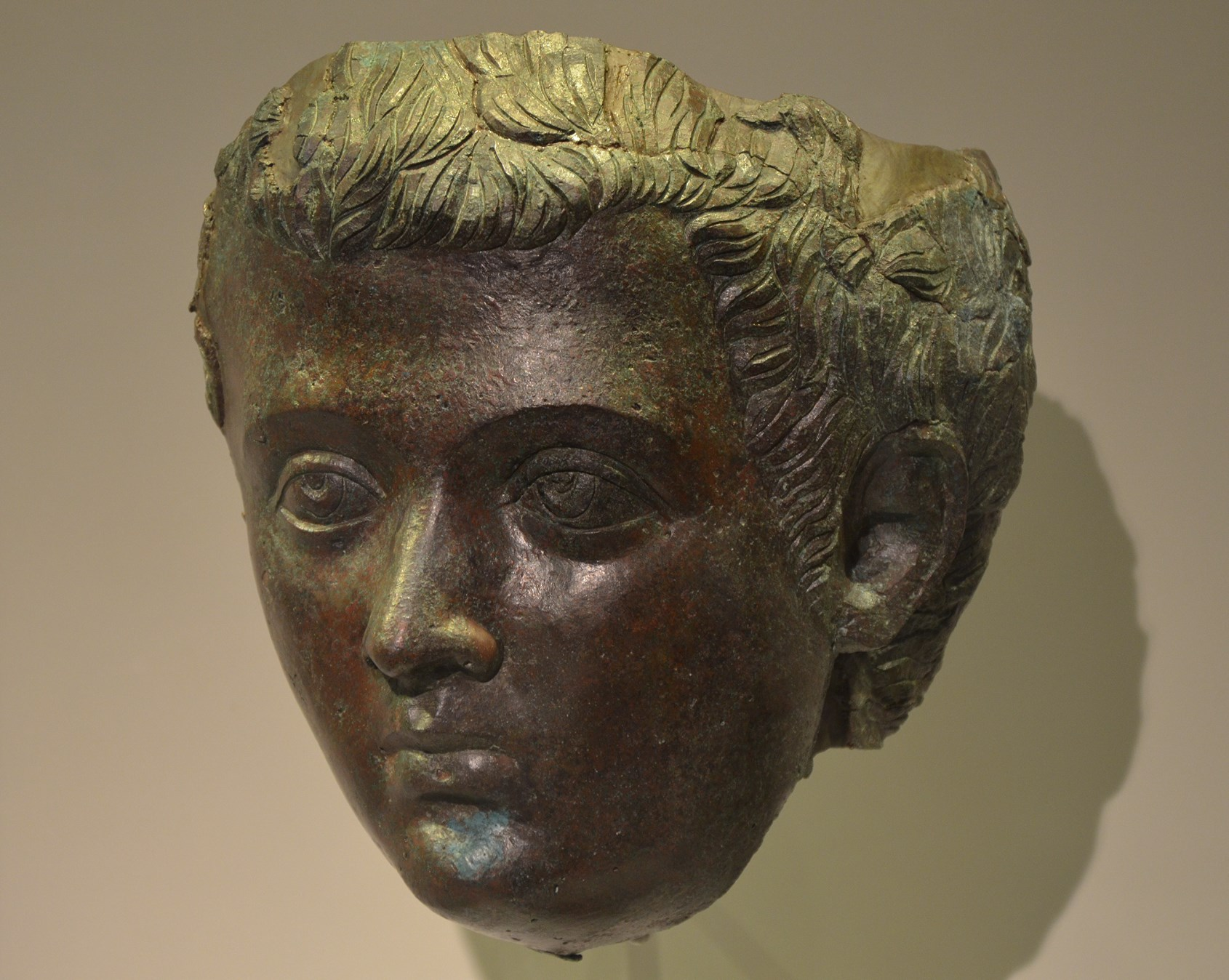
Busto de bronze encontrado no acampamento da Legio VI Ferrata.

De 54 a 68, a sexta serviu sob Cneu Domício Córbulo em Artaxata e Tigranocerta na guerra contra os partas. Em 69, ela voltou para a Judeia e ajudou a sufocar a revolta judaica. Neste ano, conhecido como "ano dos quatro imperadores", conforme a batalha arrefeceu, o comandou passou para Muciano, que lutou contra o usurpador Vitélio e praticamente garantiu a vitória de Vespasiano.
Em 106, um destacamento (vexillatio) da VI Ferrata participou da batalha decisiva das guerras dácias (Batalha de Sarmisegetusa) enquanto que o corpo principal da legião estava em Bostra, na Nabateia, sob o comando de Aulo Cornélio Palma Frontoniano. Em 138, depois da Revolta de Barcoquebas, a Legio VI Ferrata foi realocada para um acampamento conhecido como "Legio", perto da antiga Caparcotna e a moderna Lajjun, na Síria Palestina — um ponto estratégico na Via Maris. Ela esteve por um breve período na África na época de Antonino Pio. Em 150 a.C., a sexta estava novamente na Síria Palestina e uma inscrição dedicada à "VI Ferrata" atesta sua presença em 215. Moedas do imperador Filipe, o Árabe encontradas em Cesareia Marítima indicam sua presença em 244.
Na época de Diocleciano, é possível que sua base tenha se mudado para a fortaleza de "Adru" (Jordânia), ao sul da fronteira árabe, onde estava encarregada de defender a futura Palestina Terceira.

## Legado
O nome "Lajjun", associado ao local onde estava o acampamento da sexta, é derivado do latim "legio". Na época do Império Otomano, um caravançarai construído no local era conhecido como "Khan al-Lajun". Uma vila palestina de mesmo nome existia no local até a Guerra árabe-israelense de 1948, quando foi abandonada.

## Arqueologia
Até recentemente, a localização exata do castro da Legio VI não era certo, mas as evidências textuais permitiam inferir que estava no vale de Jezreel, ao longo da estrada de Cesareia Marítima até Bete-Seã, perto de Megido (Tel Megido). Diversas buscas conduzidas pelo arqueólogo israelense Yotam Tepper identificaram vestígios romanos na região e telhas estampadas com o nome da sexta na região. Entre 2010 e 2011, Tepper se juntou ao Projeto Regional do Vale do Jezreel e ao Centro para Pesquisa e Arqueologia do Levante Meridional. Depois de diversos levantamentos preliminares, em 2013 foi encontrado o acampamento da Legio VI Ferrata, incluindo os aterramentos defensivos, baluartes circundantes, alojamentos e artefatos, incluindo telhas, moedas e armas estampadas com o nome da sexta legião. No entretanto, em 2017, num velho depósito a Norte de Israel, foram descobertos outros artefactos da mesma legião.